# Loznac
Loznac (cyr. Лознац) – wieś w Serbii, w okręgu niszawskim, w gminie Aleksinac. W 2011 roku liczyła 138 mieszkańców.